# Disa aconitoides
Disa aconitoides é uma espécie de orquídea geralmente terrestre pertencente à subtribo Disinae. Esta espécie encontra-se grandemente dispersa, desde a Etiópia até a África do Sul. Trata-se de planta com raízes tuberosas vilosas de poucas ramificações e caule sem ramificações nem pilosidades, com folhas geralmente anuais, inflorescência também sem ramificações, flores de sépala dorsal galeada e pétalas oblongas, labelo sem calcar, e coluna sem apêndices proeminentes, com duas polínias. É a espécie-tipo da seção Aconitoideae, caracterizada por espécies delicadas com flores de pétalas falcadas, com calcar muito espesso. Existem três variedades, concinna, aconitoides e goetzeana.